# 姜夫人
姜夫人（?—?），前秦开国皇帝苻健的母亲，丈夫是氐族首领苻洪，据说她梦见熊罴生下苻健，苻健开始名叫苻罴，苻健是苻洪的第三子。苻健后来在351年称大秦皇帝。尊母姜氏为太后。姜太后其后事迹不详。